# سد شهید کاظمی بوکان
سد شهید کاظمی بوکان (یا به اختصار سد بوکان) یک سد خاکی با هسته رسی بر روی رودخانه زرینه رود در ۲۵ کیلومتری جنوب شرقی محدودهٔ شهر بوکان در استان آذربایجان غربی است. قسمتی از مخزن سد در محدودهٔ استان کردستان و شهرستان سقز قرار گرفته و حوضهٔ آبریز آن از کوهستان‌های چهل چشمه و کیله شین از رشته کوه‌های زاگرس در کردستان بین سقز و بانه و دیواندره سرچشمه می‌گیرد. سد و طبیعت حاشیه دریاچه سد بوکان هر ساله پذیرای هزاران گردشگر طبیعت گرد است.
کار احداث این سد در سال ۱۳۴۶ با هدف ذخیره‌سازی و تأمین آب کشاورزی، شرب و صنعت منطقه توسط یک شرکت اتریشی (پور اتریش) آغاز و در سال ۱۳۵۰ طی مراسمی با حضور محمد رضا پهلوی در بوکان افتتاح گردید.

## نام گذاری
تا قبل از انقلاب ۱۳۵۷ ایران، نام رسمی این سد، کوروش کبیر بود که بعد انقلاب با تصمیم دولت موقت به سد زرینه رود تغییر نام یافت. در اسناد و آرشیو جنگ ایران و عراق از این سد با عنوان «سد بوکان» نام برده شده است. در سال ۱۳۸۴ نام آن برای یادواره احمد کاظمی، فرمانده درگذشته لشکر ۸ نجف اشرف و قرارگاه حمزه سیدالشهدا ارومیه، به سد شهید کاظمی بوکان تغییر یافت.

## مشخصات سد
طول تاج سد شهید کاظمی بوکان ۷۲۰ متر و ارتفاع آن از پی ۵۰ متر است. با افزایش ارتفاع این سد در سال ۱۳۸۴، حجم مخزن آب آن با ۲۳۲ میلیون متر مکعب افزایش به ۷۶۲ میلیون مترمکعب رسید. این سد علاوه بر تأمین آب شهرهای بوکان، میاندوآب و عمدهٔ آب شهر تبریز، سالیانه بیش از یکصد میلیون متر مکعب آب شرب و صنعت و آب در حدود ۵۵ هزار هکتار از زمین‌های کشاورزی شهرستان‌های عجب‌شیر و آذرشهر را نیز تأمین می‌کند.
دریاچه سد بوکان با ۷۱۸ میلیون مترمکعب بیشترین آب پشت سد را به خود اختصاص داده است.
در سال ۱۴۰۲ قرارداد احداث ۲ نیروگاه برقابی ۴٫۹ مگاواتی، در مجموع ۹٫۸ مگاوات ساعت، امضا شد که در سال حدود ۵۴ گیگاوات برق تولید خواهند کرد. پیش از این دریچه‌ها تخلیه آب سد به صورت پاششی بودند که با پاشش آب هم باعث تبخیر و هدر رفت آب می‌شدند و هم انرژی جنبشی آب را مستهلک می‌کردند.
در دریاچه سد بوکان آبزی پروری انجام شده و عمدتاً کپور ماهیان و شامل گونه‌های فیتوفاگ، بیگ هد، آمورعلفخوار، کپور معمولی و درصدی نیز از ماهیان بومی در آن یافت و صید می‌شود.

## دسترسی
تنها راه دسترسی نزدیک و آسفالته به این سد، از سمت شهر بوکان میسر است. سایر شهرهای همجوار نیز با ورود به شهر بوکان، به سمت جاده منتهی به آن «معروف به جاده سد» امکان دسترسی به آن را پیدا می‌کنند. ساختمان این سد از شهر سقز، حدود ۶۲ کیلومتر فاصله دارد.

## نگارخانه

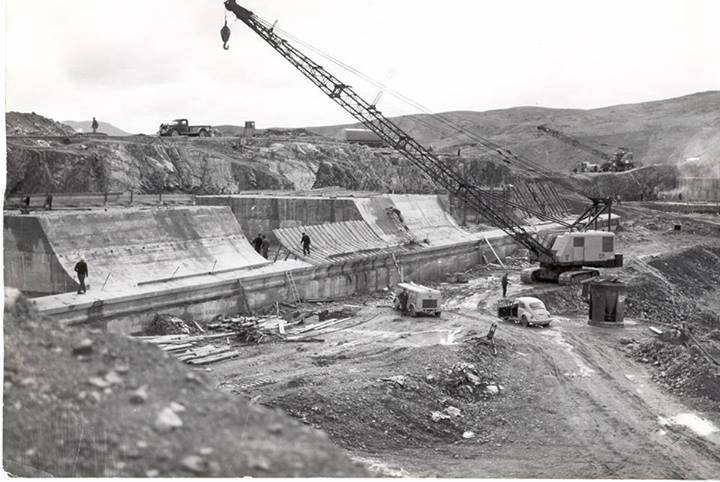
در حال احداث سد بوکان/ ۱۳۴۶
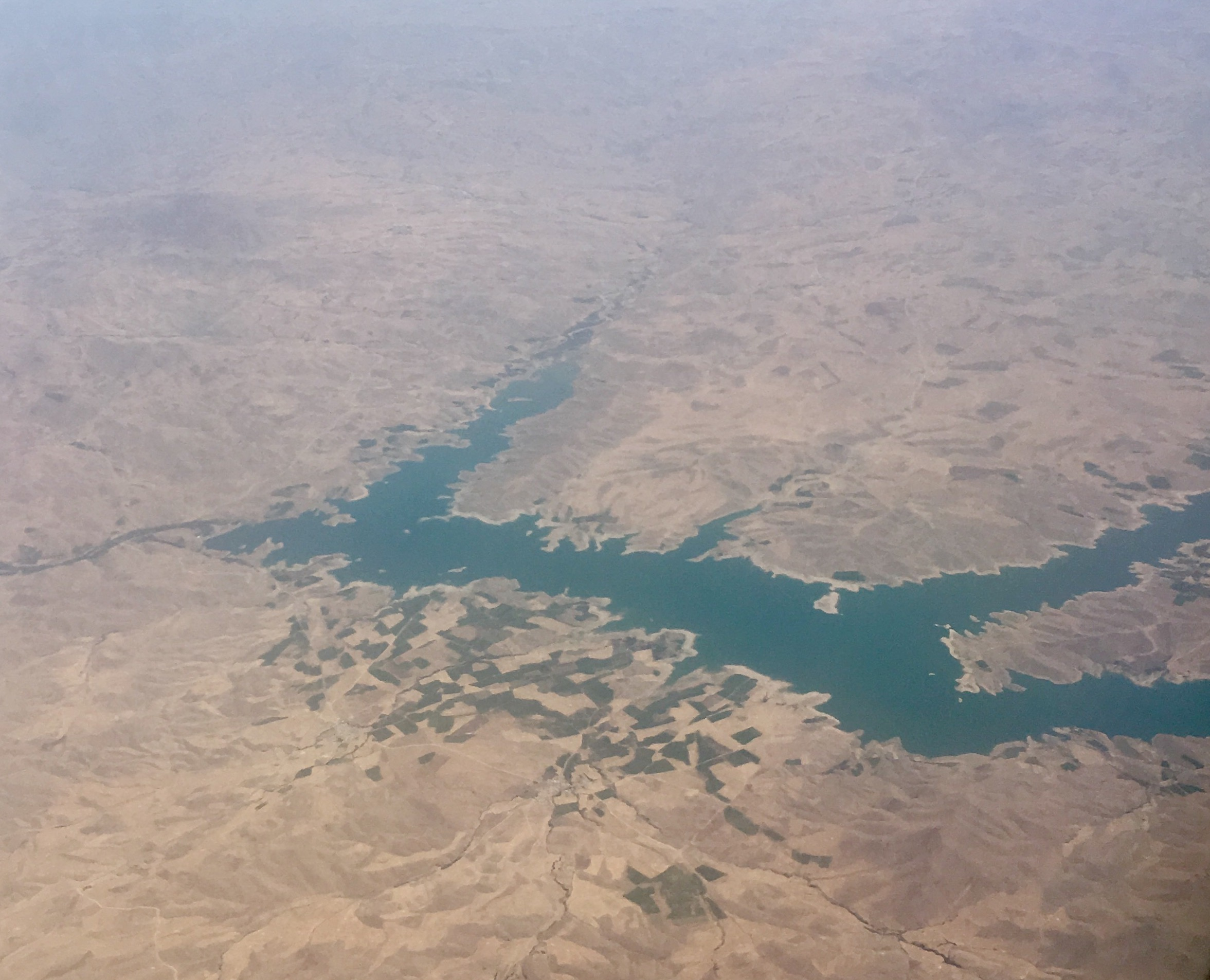
تصویر هوایی مخزن سد بوکان
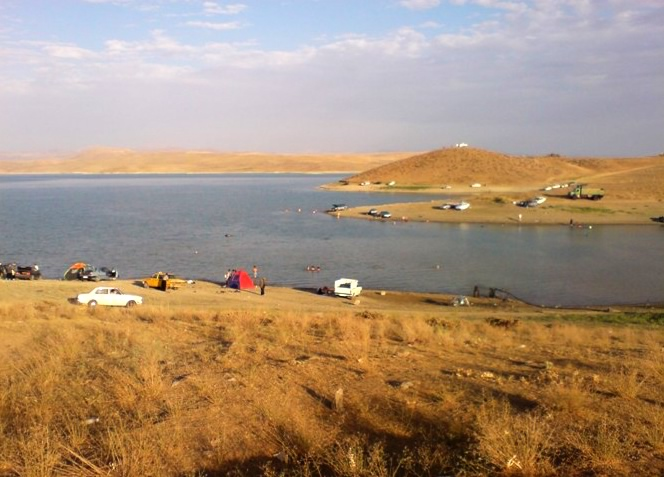
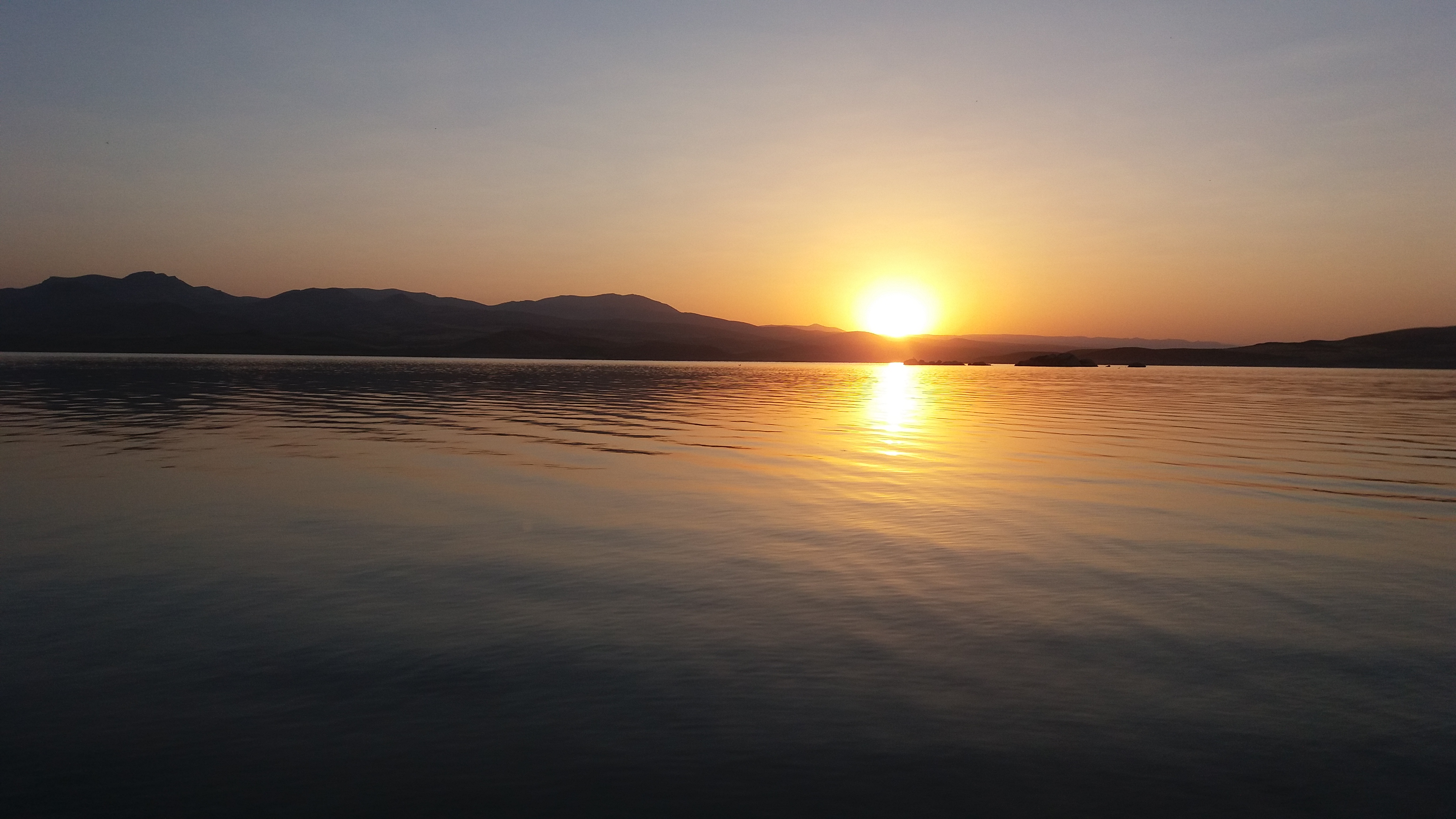